# 天主教坤甸總教區
天主教坤甸總教區（拉丁語：Archidioecesis Pontianakensis）是印度尼西亞天主教會的一個總教區，也是該國十個總教區之一，位於西加里曼丹省西部，涵蓋範圍包括坤甸市、山口洋市、三發縣、孟加影縣、喃吧哇縣、萬那縣，下轄道房、新當、上侯三個教區。2004年有教友243,923人、20個堂區、71名司鐸。現任總主教為阿古斯丁努斯·阿古斯。
1905年2月11日自巴達維亞代牧區設監牧區，1918年3月13日日升為荷屬婆羅洲代牧區，同年5月21日易名。1963年1月3日升為總教區。

## 堂區
坤甸總教區目前共管轄32個堂區。此外，教區與堂區之間另劃分為3個總鐸區。

### 坤甸總鐸區
- 聖若瑟主教座堂（坤甸市坤甸市區）
- Pancasila瑪利亞和平之后堂（坤甸市坤甸市區）
- Jeruju聖母瑪利亞堂（坤甸市西坤甸區）
- 新埠頭海星聖母堂（坤甸市北坤甸區）
- Tanjung Hulu聖耶柔米堂（坤甸市東坤甸區）
- Kota Baru聖家堂（坤甸市南坤甸區）
- 善牧堂（坤甸市南坤甸區）
- 聖則濟利亞堂（坤甸市東南坤甸區）
- Delta Kapuas聖女小德蘭堂（古烏拉雅縣拉紹鎮）
- 聖奧古斯丁堂（古烏拉雅縣雙溪拉雅鎮）
- 聖斐德理堂（古烏拉雅縣雙溪安峇旺鎮）

### 萬那總鐸區
- Darit聖奧古斯丁聖馬提亞堂（萬那縣萬諸街鎮）
- 聖伯多祿聖保祿堂（萬那縣文惹林鎮）
- Serimbu聖維雅納堂（萬那縣亞依勿剎鎮）
- 聖十字架堂（萬那縣芽橫鎮）
- Pahauman聖若翰堂（萬那縣三芽打米拉鎮）
- Pakumbang聖方濟堂（萬那縣松柏鎮）
- Simpang Tiga聖女小德蘭堂（萬那縣上萬諸街鎮）
- 七苦聖母堂（萬那縣日林坡鎮）
- 聖方濟沙勿略堂（喃吧哇縣喃吧哇鎮）
- 聖克里斯多福堂（喃吧哇縣松柏港鎮）

### 山孟發總鐸區
山孟發（印尼語：Singbebas）為山口洋市、孟加影縣、三發縣的簡稱。
- 聖伯多祿堂（孟加影縣華莪鎮）
- 庇護十世堂（孟加影縣孟加影鎮）
- 聖若瑟堂（孟加影縣白芒頭鎮）
- 聖蒙福堂（孟加影縣打勞鹿鎮）
- 聖彌額爾堂（孟加影縣耶蓋峇邦鎮）
- 聖奧古斯丁堂（孟加影縣Ledo鎮）
- 聖若瑟堂（三發縣邦戛鎮）
- 基督君王堂（三發縣三發鎮）
- 聖方濟堂（山口洋市西山口洋區）
- Nyarumkop聖母瑪利亞堂（山口洋市東山口洋區）